# GO! GO! GO!
「GO! GO! GO!」（ゴー・ゴー・ゴー）は、Chageの楽曲。自身の5作目のシングルとして、2012年4月21日のZepp Nagoyaよりコンサート会場限定で販売された。発売元はロックダムアーティスツ。

## 解説
ソロ・シングルとしては「TOKYO MOON」からおよそ半年ぶりとなる作品。
本作のCDは2012年に行ったコンサートツアー『ChageLiveTour2012』と「ChageTalkLive アフターパーティー〜で、何すんの？〜」の各会場にて限定販売が行われ、その後一般販売は一切行われなかった。
全3曲のうち表題曲でのみ2018年に発売されたベスト・アルバム『音道』にて収録され、一般販売で商品化されている。

## 収録曲
| 全作曲: Chage。 |                                                           |                 |            |          |      |
| #               | タイトル                                                  | 作詞            | 作曲・編曲 | 編曲     | 時間 |
| 1.              | 「GO! GO! GO!」                                           | Chage           | Chage      | 西川進   | 5:14 |
| 2.              | 「TOKYO MOON 2012」                                       | Chage           | Chage      | 村上啓介 | 5:32 |
| 3.              | 「ふたりの愛ランド ～チャゲトルズ・カヴァーバージョン～」 | Chage、松井五郎 | Chage      | 西川進   | 3:29 |
| 合計時間:       | 合計時間:                                                 | 合計時間:       | 合計時間:  | 14:15    |      |

## 楽曲解説
1. GO! GO! GO!
“再来日”に向け、はやる気持ちを抑えきれないといった感じの颯爽としたロック・チューン。
2. TOKYO MOON 2012
2011年に発売された4枚目のシングルのセルフカバー。
この音源はアルバム未収録。
3. ふたりの愛ランド～チャゲトルズ・カヴァーバージョン～
1984年4月21日に石川優子とチャゲ名義で発売されたシングルのセルフカバー。
女性ボーカルは久松史奈が担当している。
この音源はアルバム未収録。

## 収録アルバム
- 音道 (#1)